# Hay Springs
Hay Springs est un village du comté de Sheridan, dans l'État du Nebraska, aux États-Unis. En 2020, il comptait une population de 599 habitants.